# Radiofiera
I Radiofiera sono una rock band di Treviso. Il loro nome deriva da un quartiere della città, Fiera.

## Storia del gruppo
I Radiofiera nascono nel 1992 dalle ceneri dei Circle, rock band attiva nella metà degli anni Ottanta. Fondatore e leader della band è Ricky Bizzarro; assieme a lui il fratello Michele al basso, Giuseppe "Bepi" Fedato alla batteria e Giovanni "Ginko" Schievano alla chitarra.
Si impongono all'attenzione nazionale partecipando a diverse edizioni di Rock Targato Italia e nel 1994 sono inclusi nella compilation della manifestazione assieme ad artisti come Nomadi, C.S.I. e Litfiba.
Nello stesso anno entrano in studio per realizzare il loro primo album, Piova. Il disco, uscito nel 1995, alterna brani in italiano a canzoni in veneto e brucia in pochissimo tempo le 2.500 copie di tiratura. Le canzoni dell'album parlano, sullo sfondo di un Nord-Est tanto ricco economicamente quanto povero di stimoli culturali, di personaggi ai margini della società, in cerca di riscatto e di dignità.
Pubblico e critica si accorgono dei Radiofiera, anche al di fuori dei confini cittadini e regionali: la band è impegnata in un lungo tour nazionale (spesso anche per aprire concerti di altri artisti, come i Modena City Ramblers) ed è ospite di numerose manifestazioni, tra cui Sanremo Rock, e trasmissioni televisive.
Arriva la firma con la Sony Music, da cui scaturisce nel 1997 Allarme, secondo disco del gruppo. "...questo esordio è un segnale ulteriore dello stato di salute di ‘certa’ musica italiana, fuori dai circuiti del business". Nell'estate del 1999 i Radiofiera suonano - assieme a 99 Posse, Estra e con la partecipazione di Marco Paolini - davanti a 5.000 persone in un concerto contro il razzismo tenutosi nella loro città natale.
Lo show segna anche l'addio del chitarrista storico della band Schievano. Al suo posto entra Simone Chivilò. Col nuovo chitarrista esce nel 2002 La casa di Alice, che riproduce in copertina un disegno della piccola Alice Bizzarro, figlia di Ricky. Il cd sarà poi riproposto qualche anno più tardi in versione riveduta. “La casa di Alice” è un disco percorso da una rara tensione emotiva e narrativa: se il punto da cui Ricky osserva la realtà e ne trae ispirazione è quello metaforico di un disegno infantile, il suo sguardo arriva poi a ricordare tanto la lotta partigiana quanto il desolante appiattimento dei nostri tempi. In “Pristina” e “Morte di un angelo” la tradizione italiana si mescola con un oscuro rock di confine, facendo memoria di una storica opposizione popolare. Allo stesso modo la voce recitante della title track riporta in vita spiriti e viandanti di un tempo, ora sostituiti dalle masse unidirezionali che battono la via delle discoteche (“Return from discoteque”).
Ricky Bizzarro ha la dote e l'intelligenza di un linguaggio metaforico nei testi ed evocativo nei suoni, lasciando appena percepire all'ascoltatore le proprie intenzioni, ma dando il massimo risalto ai loro effetti. Nel 2003 i Radiofiera sono in trasferta a Cuba, dove girano alcuni videoclip (quello di "Stea" sarà premiato l'anno successivo al MEI di Faenza come miglior video indipendente), registrano una riuscita cover di "Chan chan" di Compay Segundo e suonano al "Patio de Maria", tempio musicale della capitale L'Avana.
Dal successivo tour ("Alma y corazon Tour") viene tratto un cd dal vivo, registrato al SottoSopra di Treviso e intitolato semplicemente Live 2004. Nella band ci sono anche Stefano "Steve Hill" Dal Col (Frigidaire Tango, Vindicators) alla chitarra elettrica (la formazione diventa così a cinque) e Moreno Marchesin, già nella Eccher Band di Massimo Bubola, alla batteria.“Live album 2004” è un disco dal vivo, che non è fatto per essere acclamato, ma che è vero al punto da essere esagerato: ai Radiofiera non potrebbe fregare di meno di quanto questo album verrà “notato”. L'unica risposta che a loro interessa viene da sotto il palco e la si sente nell'urlo che in “30 denari” arriva dal pubblico presente al Sottosopra: quello vale ed è più VIVO del giudizio di qualunque recensione.
Nella notte di Natale del 2005 viene presentato El miracoeo, disco tirato in sole 500 copie per i membri del fans club.
Nel 2008 sono iniziate le lavorazioni per un nuovo disco, la cui uscita, col titolo di Chi toca more, era originariamente prevista per la primavera del 2009. Nel corso del tradizionale concerto natalizio della band è stato distribuito un cd in edizione limitata (150 copie), Venticinquedodicizerootto, contenente dieci brani del repertorio dei Radiofiera reinterpretati in duo da Bizzarro e Chivilò e un monologo dell'attore teatrale Mirko Artuso.
Nel gennaio del 2010 il cd natalizio del 2008 è stato ristampato, nuovamente in edizione limitata di 150 copie, col titolo Acoustic session e con la presenza di due brani registrati dal vivo nel maggio 2005 al posto del monologo di Artuso.
Nel 2011 esce Atimpuri, primo album di inediti dopo sei anni. Il disco, quasi interamente in lingua veneta, reca nel titolo un omaggio allo scrittore Luigi Meneghello. Per la prima volta la produzione artistica è esterna alla band e affidata a Giorgio Canali ( CCCP, CSI, ROSSOFUOCO). "Quando ho aperto il cd dei Radiofiera il libretto riportava la scritta 'istruzioni per l'uso'. Lì per lì non ho capito, poi, ascoltando, sì: tutti i testi che su carta erano in italiano, su disco mutavano in dialetto veneto. Una scelta netta e personale che, devo dire, si accompagna molto bene all'approccio musicale della band che sposa ballate folk ("Me Ciamo Fora!") a chitarre rock purissime ("El Miracoeo"), ritmi trascinanti che osano il punk("Natisemonatituti" e "Bastardi In Riga") ed evidente voglia di costruire canzoni con grande precisione". "...Il disco vive sulla tradizione idiomatica di un viatico che mette a confronto il cantautorato italiano old style, con metodologie alternative, come dimostra l'alba iniziatica di Bianco su Bianco, che a tratti sembra ricordare l'esposizione artistica di Manuel Agnelli. La traccia iniziale attraverso il suo pathos evidenzia i mali di una vita fatta di stenti emotivi, dolori e ricerca di sollievo effimero, una vita in cui la fabbrica ti spezza(…) e lungo la strada(…) i platani hanno foto di ragazzi che non volevano invecchiare. Un dialogo con il destino, che prosegue spostandosi verso il tentativo (Me ciamo fora) di definire le scelte oculate di una vita acre, attraverso un urlo di rivoluzione interiore che lotta contro una calmierante omertà di intenti. Di certo uno tra i brani migliori, grazie alla sua semplicità e genuinità, in cui una preziosa chitarra acustica accompagna stilemi elettronici timidi e complementari."
Nel 2014 esce la raccolta di brani in dialetto "Chi toca more! Raccolta 1994 - 2013", che contiene tutti i brani in lingua dialettale pubblicati dalla band nel corso della sua carriera, più due inediti: "Chi toca more!" e "La ballata dei musi da mona". «Credo che "Chi toca more" possa essere anche un disco utile. Testimonia che da queste parti, dove per vent'anni tutto ciò che era collegato al dialetto veniva etichettato politicamente, c'è stato anche dell'altro. Nel teatro come nella musica il dialetto non è mai mancato, è una parte importantissima della nostra cultura».
Nel maggio 2016 i Radiofiera danno vita all'operazione "Craunfaundin 2016", una raccolta di fondi per finanziare l'EP in vinile "17.000.000", che raccoglie 4 canzoni della Grande Guerra riarrangiate per l'occasione: "Fuoco e mitragliatrici", "Gorizia tu sei maledetta", Ponte de Priula", "La Tradotta". Alle registrazioni partecipano anche Giorgio Canali e Angela Baraldi. Il Vinile è prodotto in edizione limitata, numerata e autografata in sole 199 copie.
Il 1 giugno del 2021 esce per Psicolabel "De Chi Situ Ti?" il nuovo album della band.
Il 14 ottobre 2022 in occasione del trentennale della band i Radiofiera sono protagonisti di un grande concerto sold-out al Teatro comunale Mario Del Monaco di Treviso in cui per l'occasione rientra in formazione il chitarrista Simone Chivilò.
A gennaio 2023 per Antiga Editore esce il libro fotografico "Radiofiera 30, trent'anni di rock nel nordest" curato da Francesco Schirato e Mirko Visentin. La pubblicazione viene presentata anche attraverso una mostra fotografica e una serie di concerti e conferenze presso il Complesso di Santa Caterina, una delle tre sedi dei Musei civici di Treviso.

## Discografia

### Album
- 1994 - Piòva
- 1997 - Allarme
- 2002 - La casa di Alice
- 2004 - Live album 2004
- 2006 - El miracoeo
- 2008 - "Venticinquedodicizerootto" acoustic session
- 2011 - Atinpùri
- 2014 - "Chi toca more!" - Raccolta 1994-2013
- 2021 - De chi situ ti?

### Singoli
- 2003 - Angelina/Chan chan

### EP
- 2016 - 17.000.000

### Compilation
- 1994 - Rock targato Italia '94
- 1995 - Rock targato Italia '95
- 1996 - Tendenze italiane
- 1997 - Quale Natale?
- 2001 - Ritmi Globali Europei
- 2002 - Ritmi Globali Europei
- 2003 - Mi no vao combatar

## Formazione
- Ricky Bizzarro - voce, chitarra
- Giuseppe Fedato - batteria
- Francesco Barbato - pianoforte, tastiere, fisarmonica
- Massimiliano Bredariol - chitarra, cori
- Marco Feltrin - basso, cori
- Simone Chivilò - chitarra, cori